# Oficina de Información de Guerra de Estados Unidos

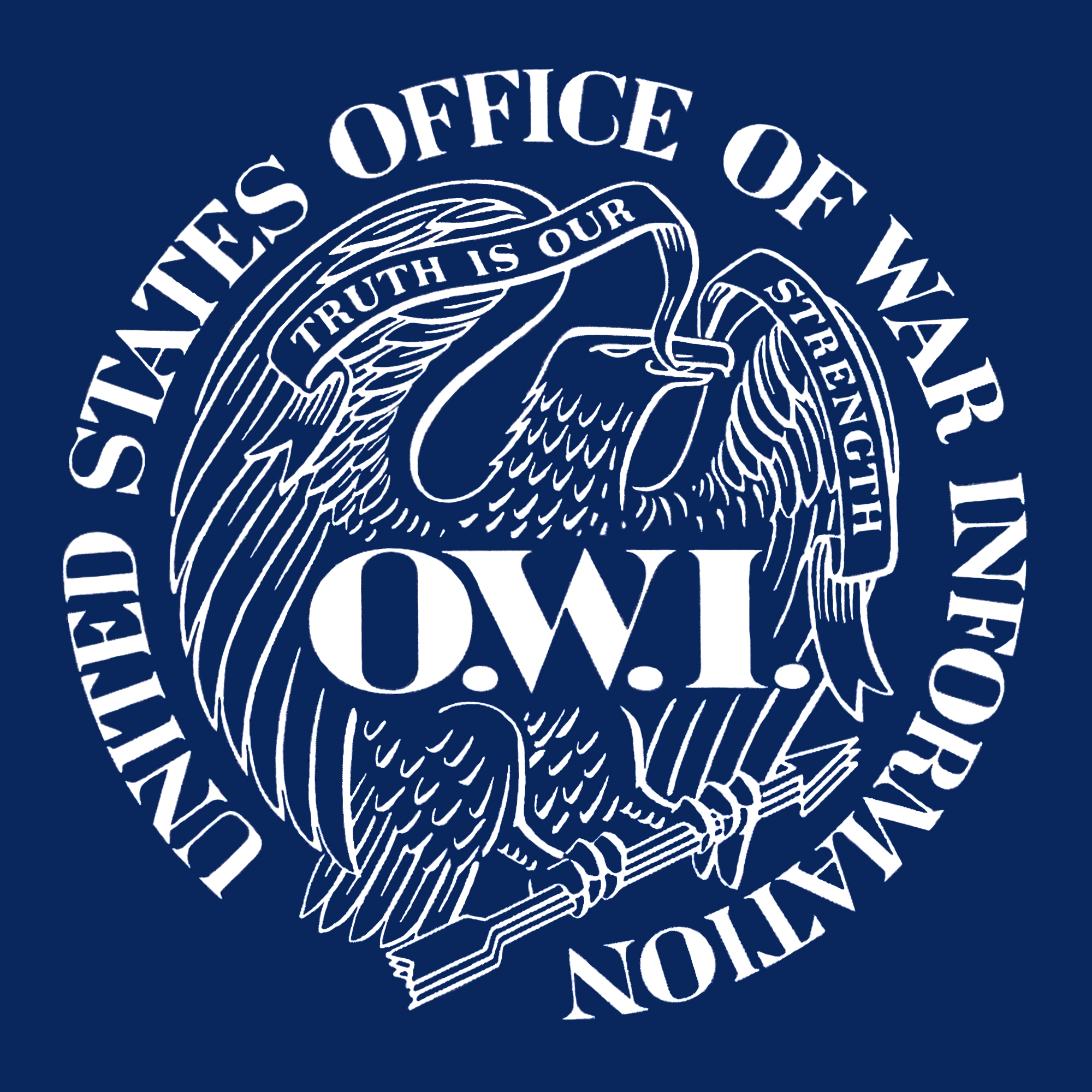
OWI logo.

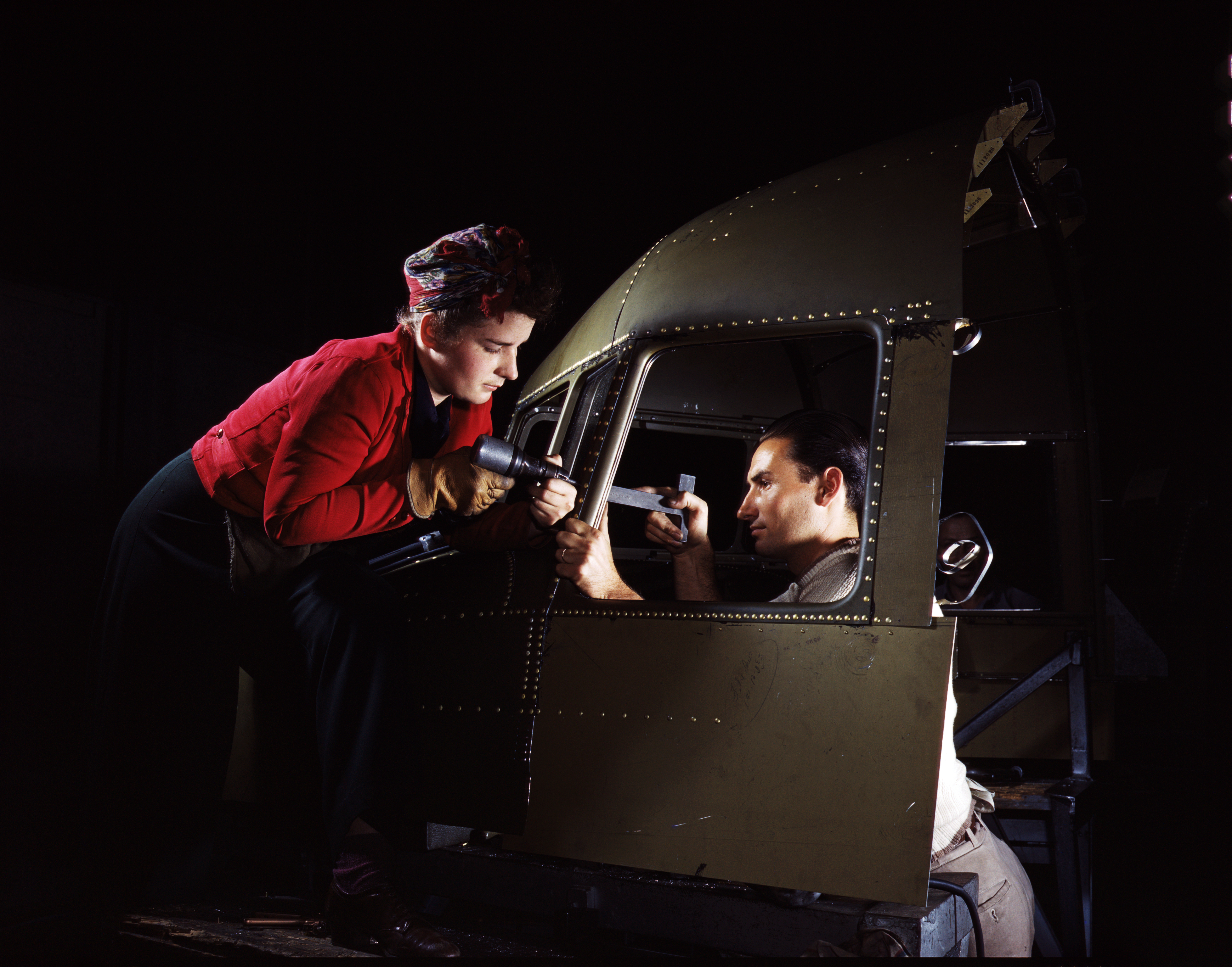
Equipo de trabajo remachando el casco de la cabina de un avión de carga Douglas C-47 Skytrain en la planta de la North American Aviation. Foto de la OWI por Alfred T. Palmer, 1942.

La Oficina de Información de Guerra de Estados Unidos (United States Office of War Information) (OWI) fue una agencia creada por el Gobierno de los EE. UU. durante la Segunda Guerra Mundial para consolidar los servicios de información del gobierno.
Funcionó desde junio de 1942 hasta septiembre de 1945, y se encargaba de coordinar la publicación de noticias de guerra para uso doméstico, usando carteles y emisoras de radio, trabajar para promover el patriotismo, advertir sobre los espías extranjeros y tratar de reclutar mujeres para trabajo de la guerra. La oficina también estableció una sucursal en el extranjero que inició una información a gran escala y propaganda de campaña en el extranjero.

## Establecimiento
La OWI fue establecida por la Orden Ejecutiva 9182 el 13 de junio de 1942, para consolidar las funciones de la Oficina de Datos y Cifras (Office of Facts and Figures), predecesora directa de la OWI, la Oficina de Informes de Gobierno (Office of Government Reports), y la división de información de la Oficina de Administración de Emergencias (Office for Emergency Management). El Servicio de Inteligencia Exterior (The Foreign Intelligence Service), Puestos de Avanzada (Outpost), Publicación y Ramas Pictóricas Pictorial Branches de la Oficina Coordinadora de Información (Office of the Coordinator of Information) también fueron trasladados a la OWI. La orden ejecutiva creó la OWI; sin embargo, declaró que la difusión de información a los países de América Latina se debía continuar por la Oficina del Coordinador de Asuntos Interamericanos (Coordinator of Inter-American Affairs). Elmer Davis, periodista de la CBS, fue nombrado director de la OWI.
Entre sus amplias responsabilidades, la OWI procedía a revisar y aprobar el diseño y el contenido de los carteles del gobierno. Los funcionarios de la OWI consideraron que el problema más urgente en el frente interno era el descuido en las fugas de información sensible que podían ser recogidos por espías y saboteadores.

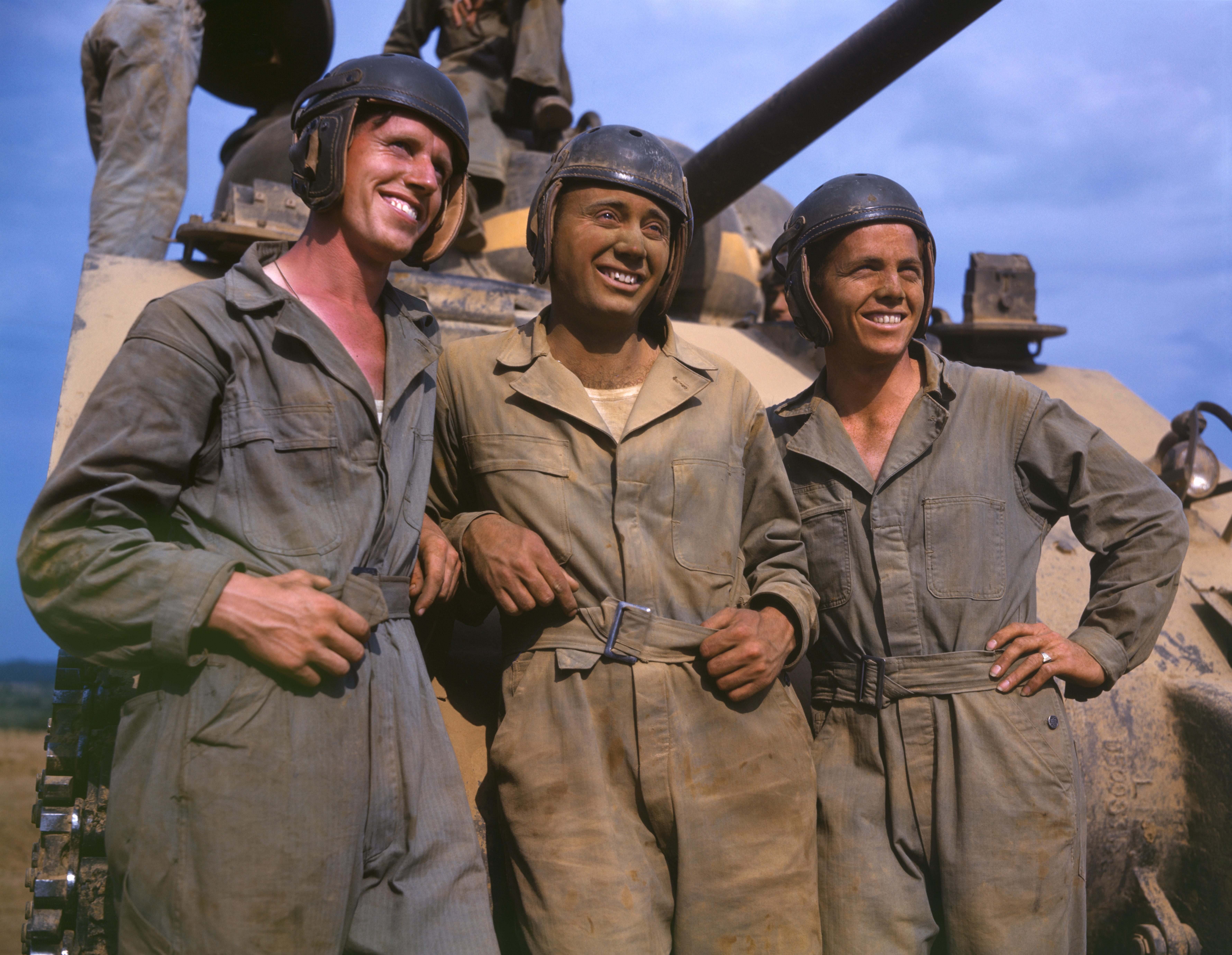
Tripulación de un tanque M4 Sherman. Foto OWI, 1942.

La OWI produjo directamente series de radio como Este es nuestro enemigo (This is Our Enemy), primavera del año 1942, que trataba sobre Alemania, Japón e Italia, Tío Sam, que trataba de temas nacionales, y Apresurando el día (Hasten the Day) agosto del año 1943, que se centraba en el punto del frente interno (Home Front). Además, la OWI permitió el paso de guiones en las redes de emisoras de radio comerciales a través de su Oficina de Radio Nacional (Domestic Radio Bureau), incluyendo Chaplain Jim de la NBC Blue Network. Además, el productor de radio Norman Corwin había producido varias series para la OWI, incluyendo Un americano en Inglaterra (An American in England), Un americano en Rusia (An American in Russia) y Pasaporte para Adams (Passport for Adams), protagonizada por el actor Robert Young. Varios miles de discos de goma-laca (registros), realizados por la Oficina de Información de Guerra fueron trasladados a la Biblioteca del Congreso. Hay más de ocho mil programas en inglés que incluyen las transmisiones de propaganda desde el año 1942 hasta el año 1945. La contratación de mujeres, desde su casa, para apoyar el esfuerzo de guerra, era un trabajo que la OWI consideraba para la radio. Finalmente, no hubo demasiada actividad del programa de guerra. Había una rivalidad entre los organismos de radiodifusión cuando la Oficina de Datos y Cifras (más tarde rebautizada como OWI) inició la programación de las emisiones. Un canal de comunicación constante entre la OWI y la radio profesional permitía, de vez en cuando, la revisión de la política y de las preguntas o disputas planteadas con frecuencia. La técnica de los programas fue menudo causa de problemas. Algunas agencias de publicidad creían que los mensajes de guerra deberían ser considerados y tratados como ventas, separados de las secciones de entretenimiento. Esto lograría un punto de vista más clarividente. El punto de vista contrario abogó por que los mensajes de guerra debían ser puestos directamente en la radio dentro de la línea argumental de la mensajería.
Durante 1942 y 1943, la OWI contenía dos unidades fotográficas cuyos fotógrafos documentaron la movilización del país durante los primeros años de la guerra, concentrándose en temas tales como las fábricas de aviones y las mujeres en la fuerza de trabajo. Además, la OWI produjo una serie de 267 noticiarios en película de 16 mm, The United Newsreel que se proyectaban en el extranjero y para el público de Estados Unidos. Estos noticieros incorporaban material militar de EE. UU. Ejemplos pueden verse en esta lista de Google.
La OWI también estableció la Voz de América (Voice of America) en el año 1942, que permanece en servicio hoy en día, como administración pública de la radio oficial de los Estados Unidos. Transmisiones iniciales de la VOA se prestaron a través de las redes comerciales y, entre los programas producidos por la OWI, algunos eran proporcionados por la Oficina de Información de Guerra de los Estados Unidos, cuyo material provenía de la Federación Estadounidense del Trabajo y del Congreso de Organizaciones Industriales.

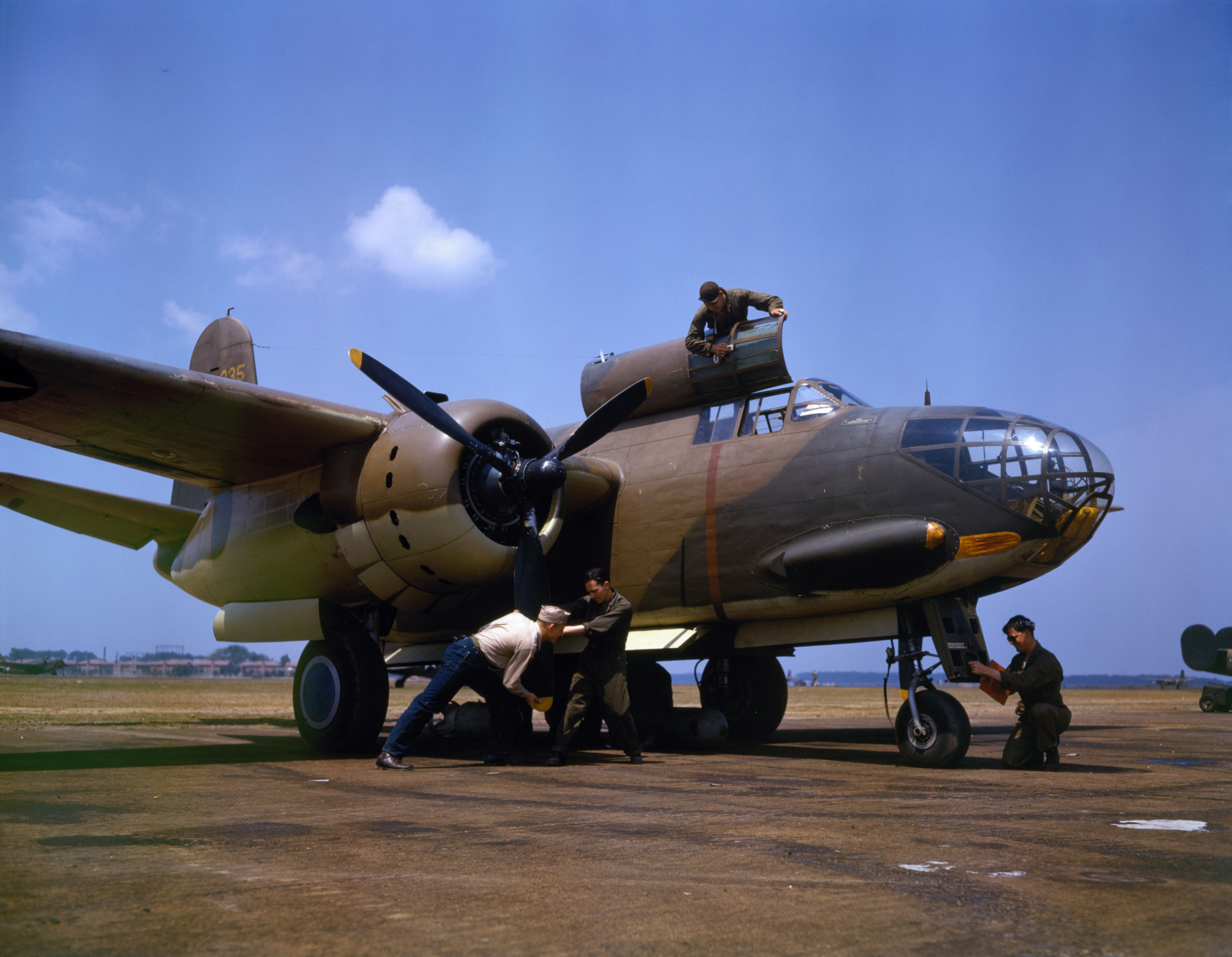
Prestando servicio a un bombardero Douglas A-20 Havoc. Foto de la OWI photo, 1942.

La Bureau of Motion Pictures (Oficina cinematográfica) (BMP) se formó bajo la OWI uniéndose a la red de Hollywood. Cada película tuvo la oportunidad de disminuir o aumentar el esfuerzo de guerra de los Estados Unidos, y la reputación de Estados Unidos en el extranjero. De acuerdo con Elmer Davis, director de la OWI en 1942:

La forma más fácil de inyectar una idea en las mentes de la mayoría de la gente es mediante la propaganda y dejar que se realice por medio de un panorama de entretenimiento, cuando no se dan cuenta de que están viendo propaganda.

Las películas tenían la intención de atraer la atención de la mayoría del público, y se incluían las que representaban a las fuerzas armadas, mostrando a los Estados Unidos como una nación democrática y de una sociedad unida, y también la ideología del enemigo. Hasta julio del año 1942 se colocó la influencia de Hollywood solamente mediante la persuasión patriótica, mediante la revisión de películas ya producidas antes de su lanzamiento, y por el Manual para la industria cinematográfica (Manual for the Motion-Picture Industry). En el mes de julio la OWI había encontrado la mejor manera de tener un efecto sobre Hollywood, que iba a estar presente durante la producción de largometrajes. El resultado de ello se reflejó en la proyección de Little Tokyo, EE. UU. lista en Google videos, que muestra una total intolerancia para los japoneses-americanos. El foco principal en favor del esfuerzo bélico debería ser la seguridad de la nación, no los ideales establecidos por los escritores y productores. La presencia de la OWI en Hollywood mejoró el paso del tiempo, y en el cuarto trimestre de 1943 todos los estudios, a excepción de la Paramount, permitió a la OWI para cursae todos los guiones de cine. En general, Hollywood estaba interesado en ayudar en el esfuerzo de guerra, y era sobre todo mediante la cooperación. Aunque la OWI no tenía poderes de censura para cumplir con ella, el incumplimiento no tuvo repercusiones, y su pregunta a los estudios fue simple: «¿Esta imagen nos ayuda a ganar la guerra?»
La División de Guerra Psicológica (Psychological Warfare Branch), utilizaba la radio y la prensa para desmoralizar a los soldados enemigos y para desalentar los enemigos civiles. Los medios impresos se distribuían de dos maneras: A través de la prensa escrita en lengua extranjera y mediante "folletos de guerra”. Inicialmente una industria modesta, los folletos de guerra alcanzaron su auge durante la Segunda Guerra Mundial. Se utilizaron en el norte de África, Italia, Alemania, Filipinas y Japón. Por ejemplo, durante la guerra en Japón, de los impresos de la OWI se dejaron caer más de 180 millones de folletos, que se redujeron n unos 98 millones en los meses de verano del año 1945. 
Las otras formas de medios de comunicación eran mediante la publicación de periódicos y revistas. Revistas distribuidas al público extranjero, como la revista Victoria (Victory), se dedicaban a mostrar cómo el pueblo de América estaba contribuyendo a la guerra. Victory exhibía el poder de fabricación estadounidense y fomentaba el reconocimiento al estilo de vida estadounidense.
Aparte de la publicación antes mencionada, y de los estilos de producción de propaganda, la Oficina de Información de Guerra también utilizaba diversas formas, no convencionales, en la difusión de mensajes conocidos como «productos especiales». Ejemplos específicos de estos artículos incluían paquetes de semillas, cajas de cerillas, papel jabón y kits de costura. Los paquetes de semillas tenían una bandera estadounidense y un mensaje impreso en el exterior que identificaba al donante. Las cajas de fósforos fueron inscritas con las cuatro libertades en el interior de las tapas, que estaban muy generalizada por aquella época en el extranjero. Uno de los registros más detallados venía con el papel jabón. El artículo estaba destinado a crear espuma en el cuerpo rápidamente, y transmitía un mensaje:

[...] De tus amigos de las Naciones Unidas. "Sumerja en el agua y usar como jabón para lavar LA BASURA NAZI" (WASH OFF THE NAZI DIRT).

El kit de costura incluía un acerico único. La parte que se utiliza para sujetar los imperdibles tenía la forma de un trasero humano. Por otro lado, una cara caricaturesca de Hitler o del general japonés Hideki Tojo estaba impresa.
La división de Relaciones Morales Exteriores (Foreign Moral Analysis) de asuntos en el Pacífico, bajo el liderazgo de George E. Taylor encargó una serie de estudios diseñados para ayudar a la comprensión de los legisladores sobre la psicología enemiga. Entre estos estudios figuran El crisantemo y la espada (The Chrysanthemum and the Sword) por Ruth Benedict y Juan Embree La nación japonesa: Una Encuesta Social (The Japanese Nation: A Social Survey) (Nueva York: Farrar y Rinehart, 1945).

## Personas
Entre las muchas personas que trabajaban para la OWI se encontraban Jay Bennett (autor), Humphrey Cobb, Alan Cranston, Milton S. Eisenhower, Ernestine Evans, John Fairbank, Lee Falk, Howard Fast, Alexander Hammid, Jane Jacobs, Lewis Wade Jones, David Karr, Philip Keeney, Christina Krotkova, Owen Lattimore, Murray Leinster, Paul Linebarger, Irving Lerner, Archibald MacLeish, Edgar Ansel Mowrer, Charles Olson, Gordon Parks, James Reston, Peter Rhodes, Arthur Rothstein, Waldo Salt, Arthur Schlesinger, Jr., William Stephenson, George E. Taylor, Chester S. Williams, Bernard Perlin y Flora Wovschin. 

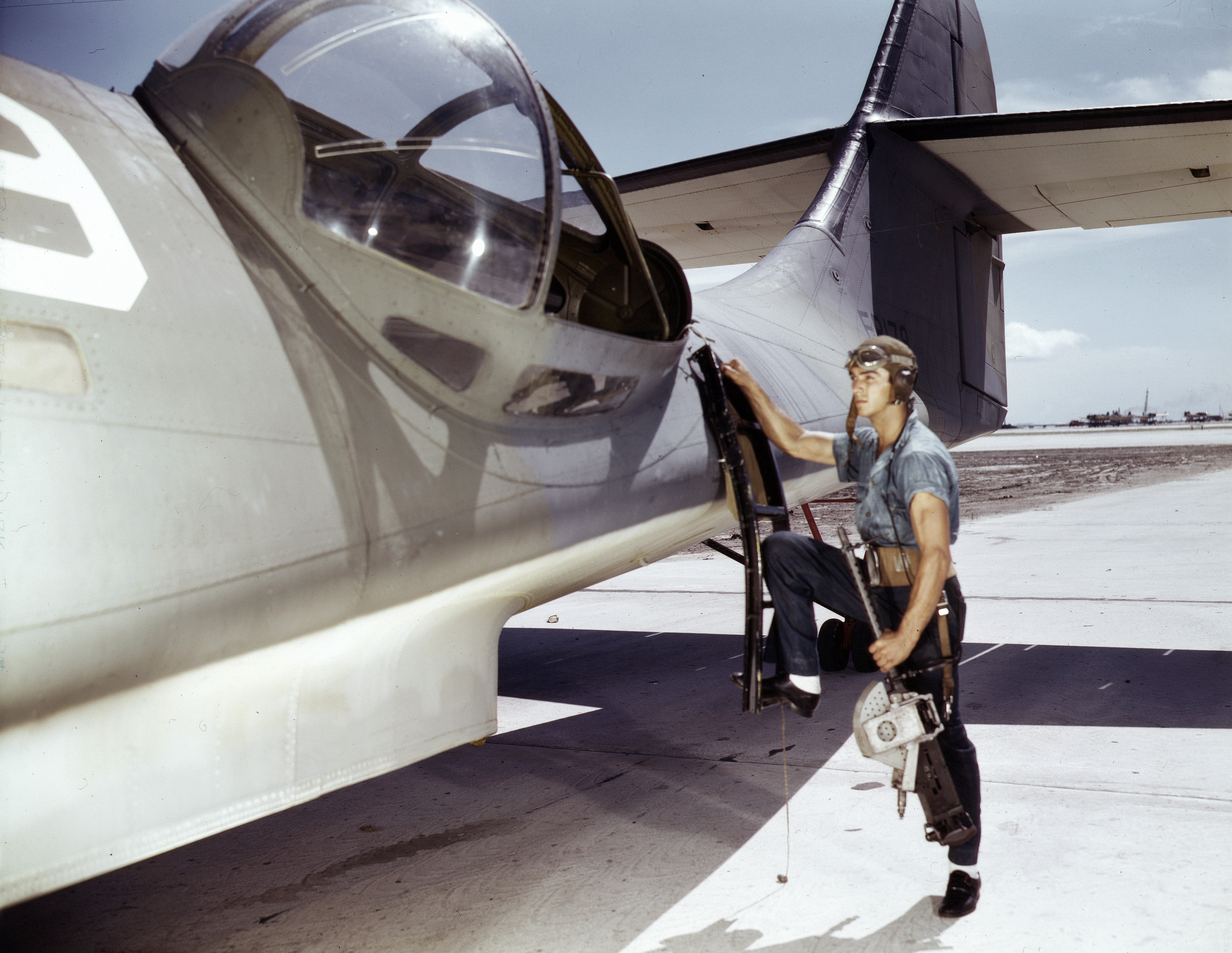
Aviation Ordnanceman (Equipo de mantenimiento) estacionado en la Naval Air Station Corpus Christi (Estación Aérea Naval Corpus Christi) instalando una ametralladora Ametralladora Browning M1919. Foto de la OWI por Howard R. Hollem, 1942.

Muchas de estas personas fueron partidarias activas del New Deal de Roosevelt y ensalzaron las políticas del presidente en programas de apoyo en la radio de la OWI como Esto es la guerra This is War, lo que irritó a los opositores en el Congreso.
Algunos de los escritores, productores y actores de los programas de OWI admiraban a la Unión Soviética y eran de carácter vagamente afiliados o eran miembros del Partido Comunista de los Estados Unidos. El director de operaciones del Pacífico de la OWI, Owen Lattimore, quien más tarde acompañó al vicepresidente de Estados Unidos Henry A. Wallace en una misión a China y Mongolia en 1944, fue acusado más tarde de ser un agente soviético sobre la base del testimonio de un desertor del Departamento Central de Inteligencia (GRU), de la Unión Soviética, el general Alexander Barmine. En su informe final, Elmer Davis señaló que había despedido a 35 empleados, a causa de anteriores asociaciones comunistas, a pesar de los archivos del FBI no mostraban ninguna alianza formal con el Partido Comunista. Flora Wovschin, que trabajaba para la OWI de septiembre del año 1943 a febrero del año 1945, se reveló más tarde, mediante un mensaje interceptado por Proyecto Venona, que había sido una espía soviética.

## Oposición y cancelación
La oposición del Congreso a las operaciones domésticas de la OWI dio lugar a que los fondos fueran cada vez más restringidas. En el año 1943, los créditos del OWI se cortaron en el presupuesto del año fiscal del año 1944 y sólo se restauró con restricciones estrictas sobre lo que podía hacer OWI en el país. Muchas oficinas de las sucursales fueron cerradas y la Oficina Cinematográfica se clausuró. En el año 1944 la OWI había operado principalmente en el ámbito exterior, lo que contribuyó a socavar la moral del enemigo. La agencia fue abolida en el año 1945, y sus funciones en el extranjero fueron trasladadas a la Departamento de Estado.
El OWI se dio por terminada, a partir 15 de septiembre del año 1945, mediante una orden ejecutiva del 31 de agosto del mismo año.